# Ontwateringsdiepte

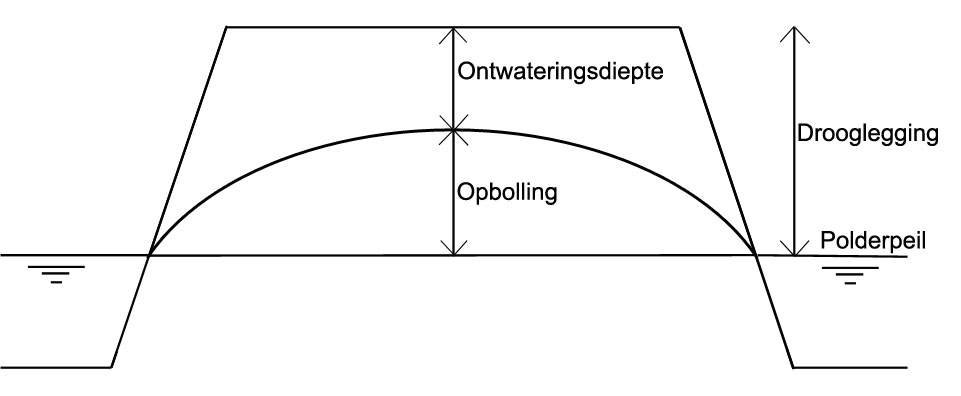
Verschil tussen drooglegging en ontwateringsdiepte

De ontwateringsdiepte is een term uit het waterbeheer. Hiermee wordt het verschil tussen het maaiveld en het grondwaterpeil aangeduid. 
Deze term dient niet verward te worden met de drooglegging.